# St. Mauritius (Westhausen)

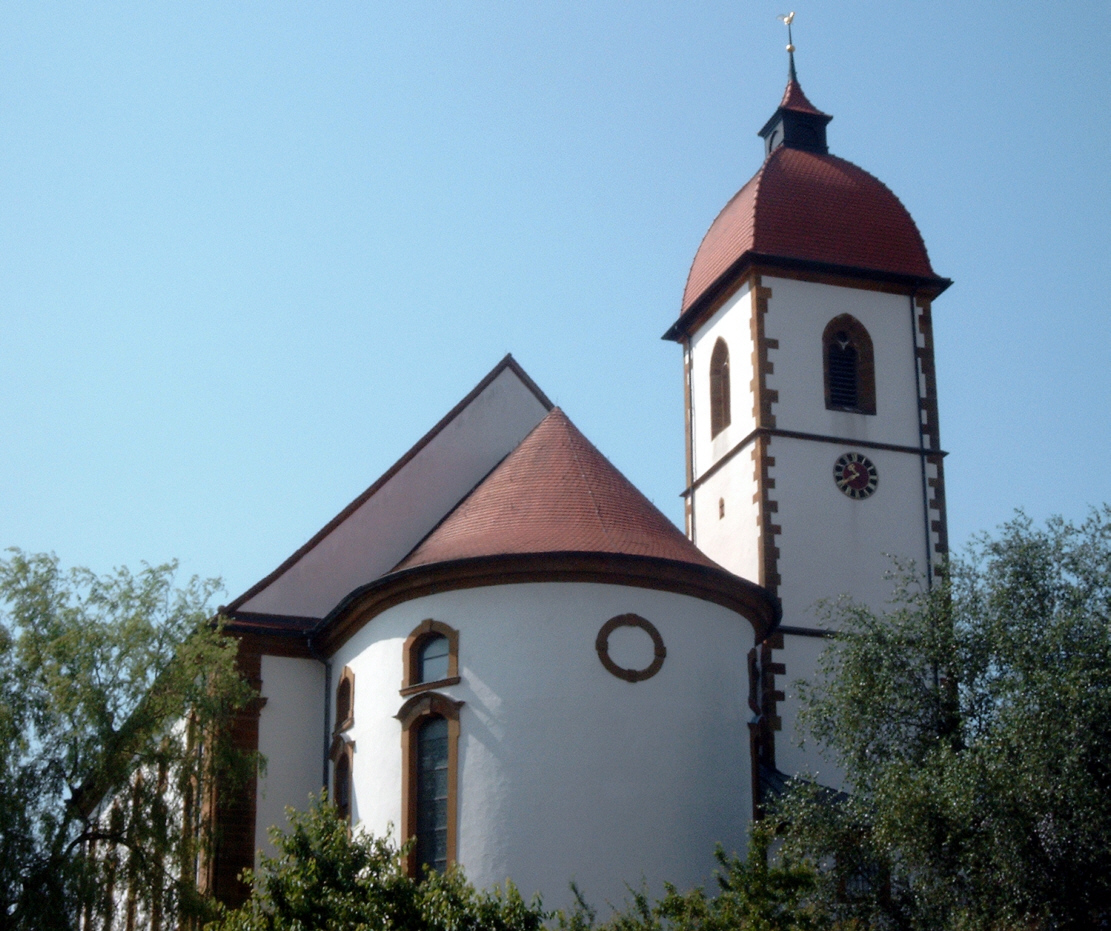
St. Mauritius in Westhausen

Die römisch-katholische Pfarrkirche St. Mauritius ist ein geschütztes Kulturdenkmal nach dem Denkmalschutzgesetz. Sie steht in Westhausen, einer Gemeinde im Ostalbkreis in Baden-Württemberg. Die Kirchengemeinde gehört zur Diözese Rottenburg-Stuttgart.

## Beschreibung

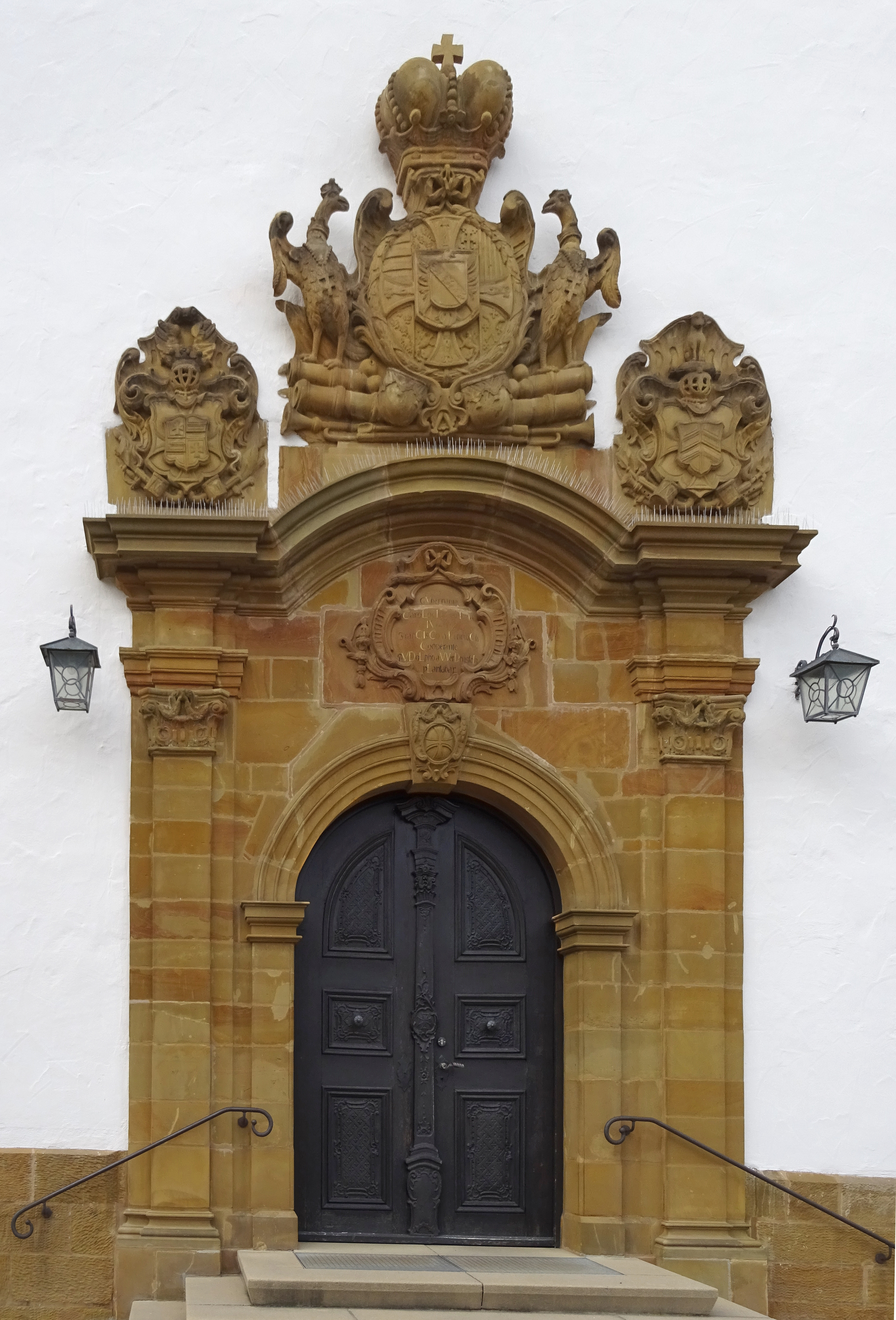
Hauptportal mit den beschriebenen Wappen

Die Kirche wurde 1780 nach einem Entwurf von Johann Michael Keller dem Jüngeren für den Deutschen Orden errichtet. Die Kerzenhalter an der Kirchenwand zeigen das schwarze Kreuz des Deutschen Ordens. 
Das Hauptportal zeigt das Wappen des Hochmeisters Karl Alexander von Lothringen, das von Adlern flankiert wird, darunter sind Kanonen, Trompeten und Kanonenkugeln dargestellt. Das Wappen links vom Hochmeisterwappen ist jenes des Landkomturs Franz von Lehrbach. Die beiden bisher genannten Wappen finden sich auch an der St.-Augustinus-Kirche in Stopfenheim. Rechts des Hochmeisterwappens findet sich das Wappen von Rudolf von Werdenstein, der Komtur auf der Kapfenburg war, die wenige Kilometer von Westhausen entfernt liegt.

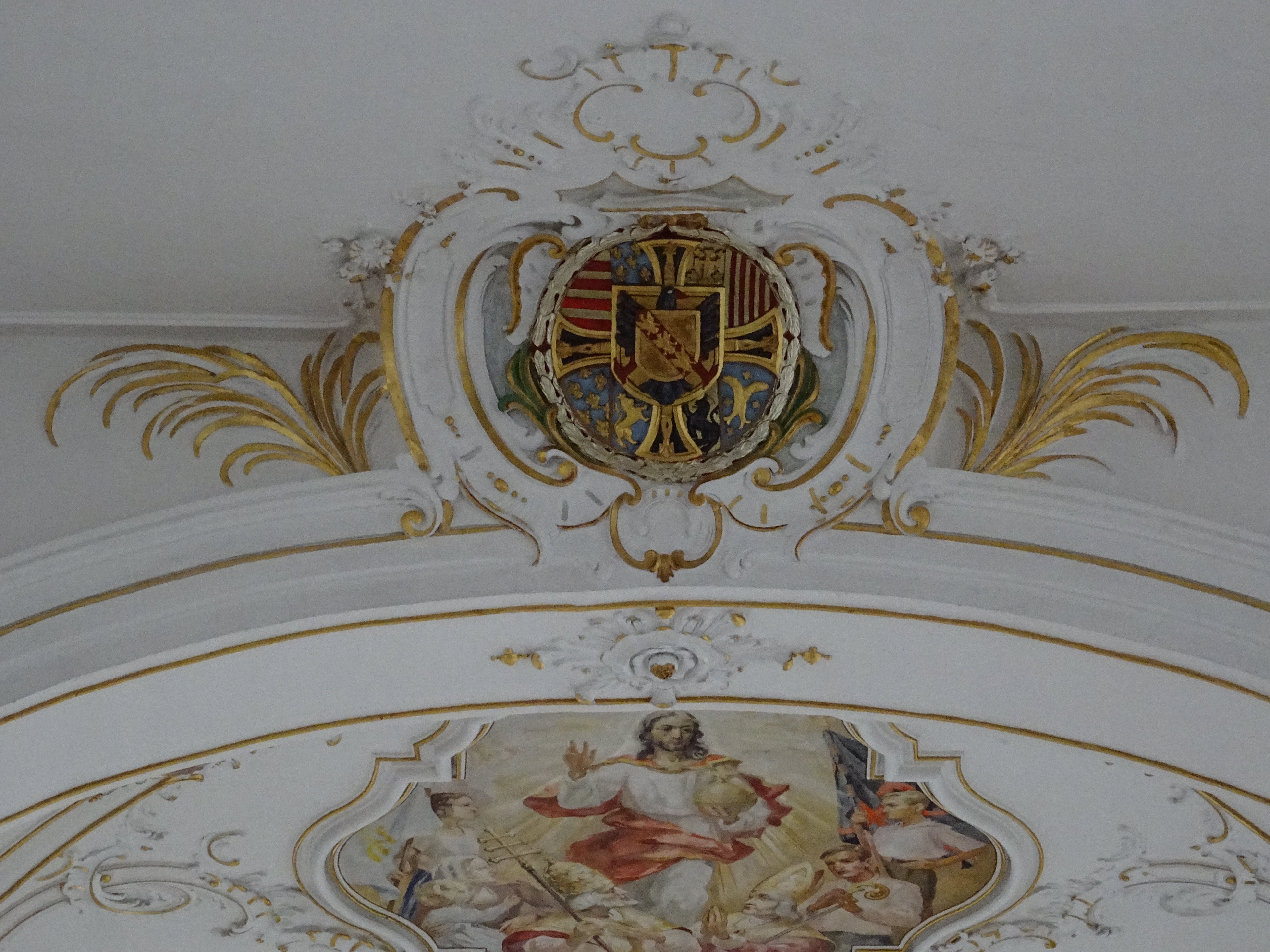
Wappen des Hochmeisters Karl Alexander von Lothringen im Kircheninnenraum

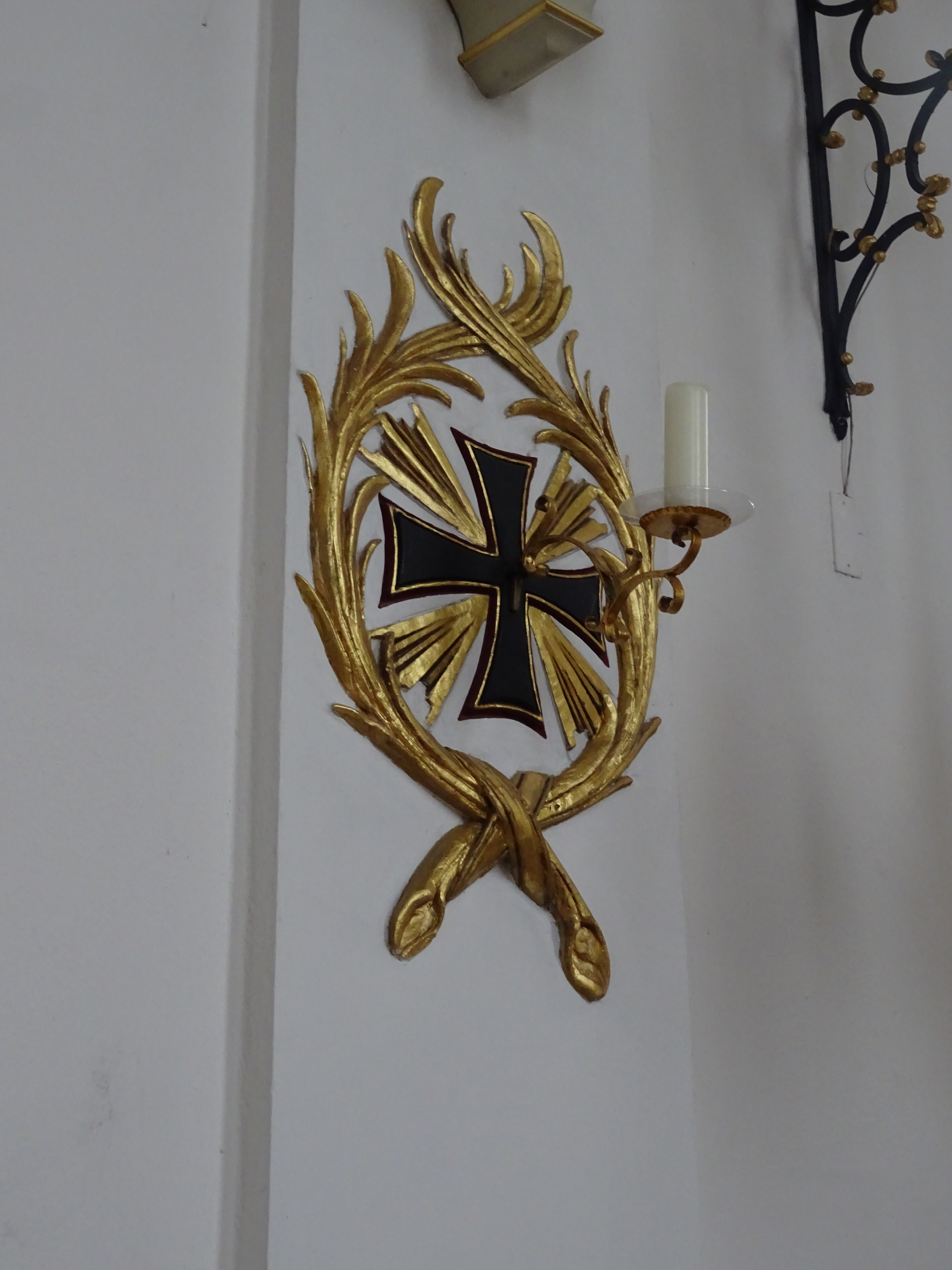
Kerzenhalter mit Deutschordenskreuz

Die Saalkirche besteht aus einem Langhaus, einem eingezogenen, halbrund geschlossenen Chor im Norden und einem im Kern gotischen Chorturm an der Nordwestecke des Langhauses, der mit einer Glockenhaube bedeckt wurde, auf dem eine Laterne sitzt. In seinem obersten Geschoss steht der Glockenstuhl mit fünf Glocken, im Geschoss darunter ist die Turmuhr eingebaut. Der Innenraum des Langhauses ist mit einem Muldengewölbe überspannt. Die klassizistische Kirchenausstattung von 1782 wird Thomas Schaidthauf zugeschrieben.
Die Orgel auf der Empore baute Reiser Orgelbau 1974 als Opus 401 in den Prospekt von 1898 ein. Sie verfügt über 23 Register auf zwei Manualen und Pedal.